# Petek in Svetek
Petek in Svetek sta lika iz zbirke stripov Tintin in njegove pustolovščine. Sta nekoliko zmedena detektiva, ki Tintinu pomagata rešiti zapletene uganke. Na videz skoraj popolnoma enaka bradata možaka sta znana po svoji nerodnosti in nesmiselnemu ponavljanju besed in stavkov. Bolehata za nenehno rastjo las in brkov, ki sta jo staknila v Deželi črnega zlata, ko sta pomotoma pojedla pokvarjene tablete v škatlici aspirina.